# Гетто в Кутно
Гетто в Кутно — еврейское гетто, созданное нацистами в период оккупации Польши во время Второй мировой войны. Существовало с 16 июня 1940 года по 19 марта 1942.

## История
Перед Второй мировой войной в Кутно проживало 26 тысяч жителей, восемь тысяч из которых было евреями. В начале сентября 1839 года за Кутно шли тяжёлые бои. Город подвергался сильным обстрелам из-за находившихся там военных объектов. Большинство жителей Кутно не смогли покинуть населённый пункт, поскольку дороги в этом районе были заблокированы немецкими войсками. 9 сентября произошёл один из самых сильных обстрелов города. Среди его жертв было 18 евреев. В городе было очень много еврейских беженцев и раненых, их размещали даже в синагогах.
15 сентября в Кутно вошли немецкие войска. Уже вечером 19 сентября нацисты провели повальные обыски и согнали сотни мужчин, как евреев, так и поляков, в одну из церквей города, а также в кинотеатр «Модерн». Их продержали там около двух дней. После чего одну группу евреев отправили на каторжные работы в Пёнтек, другую, состоящую из 70 человек, — в лагерь для гражданских в Лечице.
Издевательства над религиозными евреями со стороны нацистов стали обычными явлениями. Из-за этого многие верующие коротко остригли бороды и перестали носить капоты. Евреям было запрещено заниматься религией, в частности, совершать общинные молитвы и ритуальные жертвоприношения. Но они продолжали собираться для молитв и изучения Торы.
В декабре 1939 года немецкие власти обязали всех мужчин в возрасте от 14 до 60 лет два раза в неделю работать на немецких предприятиях. С января 1940 года то же самое распространилось на женщин от 18 до 25 лет. В Кутно, как и в других оккупированных городах, продолжались грабежи еврейских домов и магазинов. Фабрики и мельницы, принадлежавшие евреям, были конфискованы.
Местный юденрат был создан, по одной версии, в 1939 году, по другой. — в июне 1940 года, после создания гетто. Председателем стал Александр Фальк. В первое время юденрат занимался сбором денег для уплаты штрафных налогов и комплектованием рабочих бригад. По приказу главы гестапо Кутно, юденрат должен был собрать 15 000 марок для ремонта его нового дома.

## Гетто

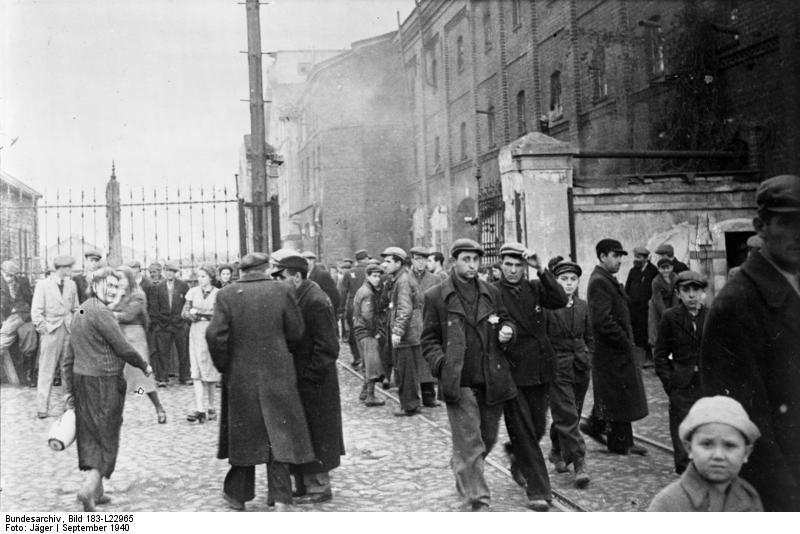
Евреи гетто в Кутно

Гетто в Кутно было создано нацистами 15 июня 1940 года на территории разбомбленного сахарного завода «Констанция» по улице  Адама Мицкевича. Его территория, на которой было расположено пять одноэтажных жилых домов, была огорожена забором из колючей проволоки, по периметру которого были установлены прожекторы. Гетто постоянно охраняли часовые. В течение трёх дней, начиная с 16 июня 1941 года, в гетто было переселено 8000 евреев, несколько из которых умерли в первые сутки. На такое количество людей было всего три туалета и один колодец. В первые дни люди стояли в очереди за водой с утра до ночи. То же самое было и с туалетами, за которые узники должны были платить пять пфеннигов. Позже было построено несколько бесплатных туалетов. Узники Гетто в Кутно, оставшиеся без крыши над головой, делали себе хижины из мебели, ставили палатки из одеял, делали маленькие печи из кирпичей и камней.
В «Констанции» был организован новый юденрат. Его председателем стал Бернард Холкман, казначеем — Александром Фальк. Юденрат организовал снабжение гетто продовольствием: хлебом (по 200 граммов на человека в день), небольшим количеством овощей, конины и обезжиренного молока. Также была открыта общественная кухня для бедняков. Юденрату удалось получить разрешение от властей на то, чтобы польский врач лечил жителей гетто.
Поскольку выйти из Кутно было относительно легко, ряд богатых семей бежали в другие города, где не было гетто, или в те, где условия для жизни были лучше. Еврейские «посредники» за крупную плату и взятки часовым организовывали побеги.Так группа евреев из Кутно была обнаружена в Гостынине и, когда там было образовано гетто, беглецам приказали вернуться в Кутно.

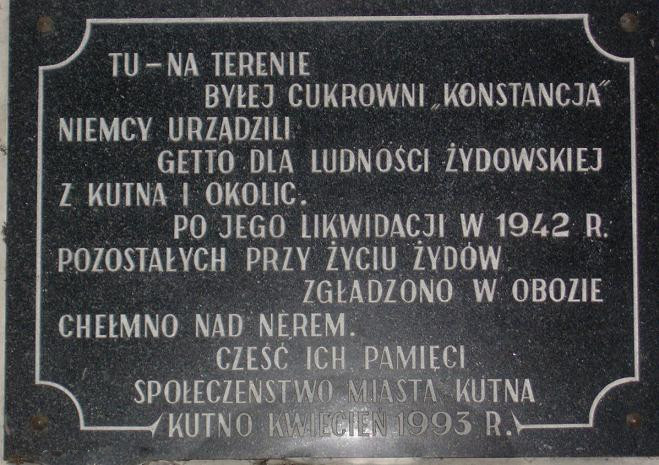
Мемориальная доска в память об узниках гетто в Кутно

Осенью 1940 года в гетто вспыхнула эпидемия тифа. Немецкие власти, опасаясь распространения эпидемии, наглухо закрыли гетто и повесили на воротах табличку: «Опасность чумы» — вход строго воспрещен. Гетто было официально объявлено закрытым. Для проверки обстановки в Кутно прибыла специальная комиссия из высших немецких чиновников. На их вопросы мэр Кутно ответил: «А чего вы ожидали? Это просто лагерь смерти для евреев!». Количество умерших доходило до 30—40 человек в неделю.  Евреям не разрешалось выходить на работу. Усиливался голод. Поскольку «больница» в гетто была переполнена, зараженных разметили в здании, предназначенном для школы. Весной 1941 года  эпидемия усилилась, а из-за изоляции гетто увеличилось количество голодающих. С ростом смертности и бегством из гетто его население уменьшалось. На 18 апреля 1941 года количество евреев в Кутно составляло 6604 человека; на 15 июля — 6015 человек.
Ликвидация гетто в Кутно началась 19 марта 1942 года. После того как были убиты старейшины, оставшихся евреев перевезли лагерь смерти Хелмно. Там практически все узники гетто в Кутно были убиты.